# Aporometra
Famille
Genre
Aporometra est un genre de crinoïdes de l'ordre des Comatulida, le seul de la famille des Aporometridae.

## Description et caractéristiques
Ce sont de petites notocrinoïdes, avec un centrodorsal arrondi voire presque conique, et un apex aboral plus ou moins aplati et rugueux. La face orale porte des fosses radiales peu profondes. La moitié aborale de la cavité centrodorsale porte un stéréome spongieux, sans fosses aborales ou étoile dorsale. Les cirrhes sont lisses, sans épines aborales ; les cirrhes distales sont aplatis.
Ce sont des comatules vivipares, les pinnules génitales portant les gonades et des poches d'incubation.

## Liste des espèces
Selon World Register of Marine Species (21 novembre 2020) :
- genre Aporometra HL Clark, 1938
  - Aporometra occidentalis HL Clark, 1938
  - Aporometra paedophora (HL Clark, 1909)
  - Aporometra wilsoni (Bell, 1888)

## Galerie

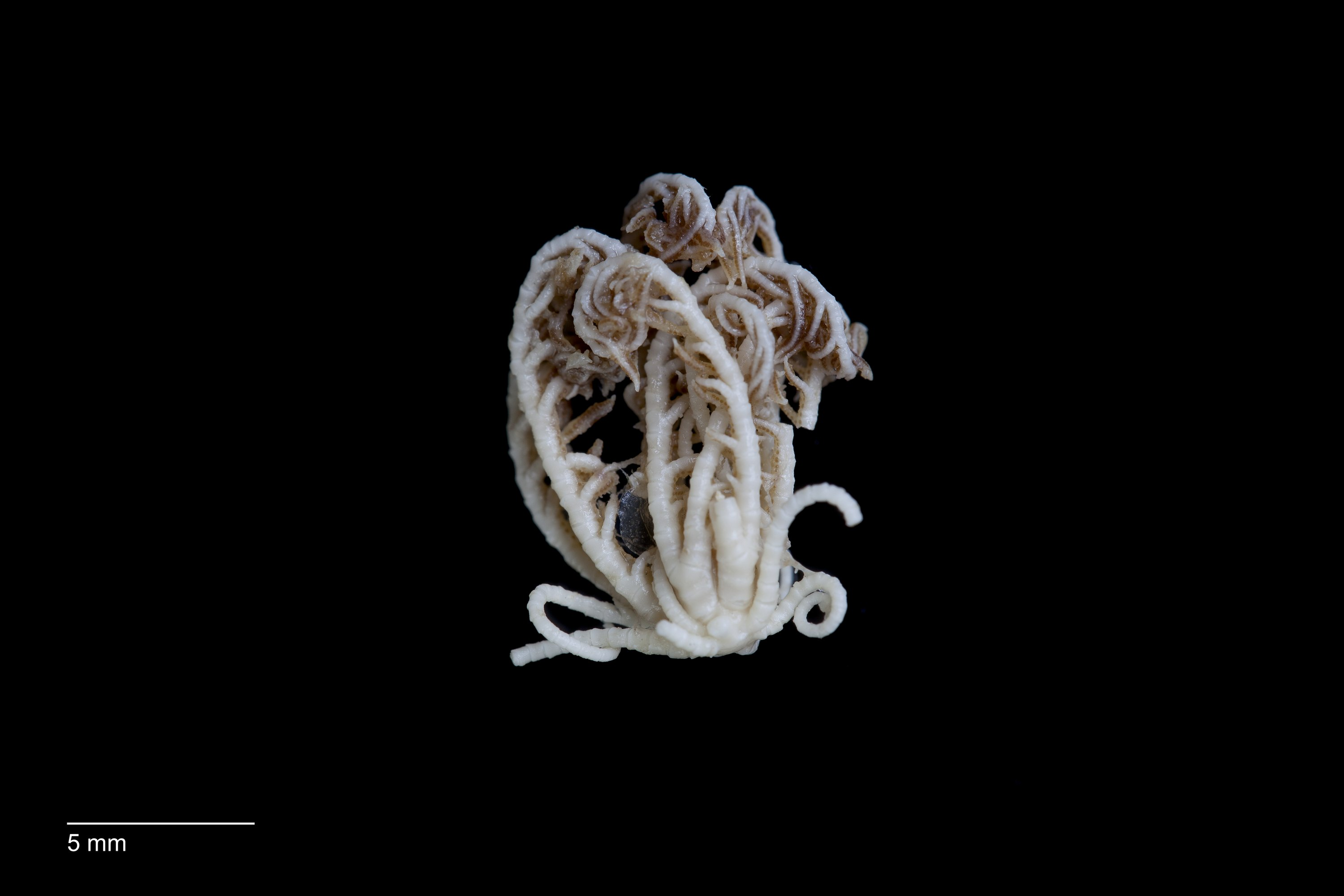
Aporometra paedophora.
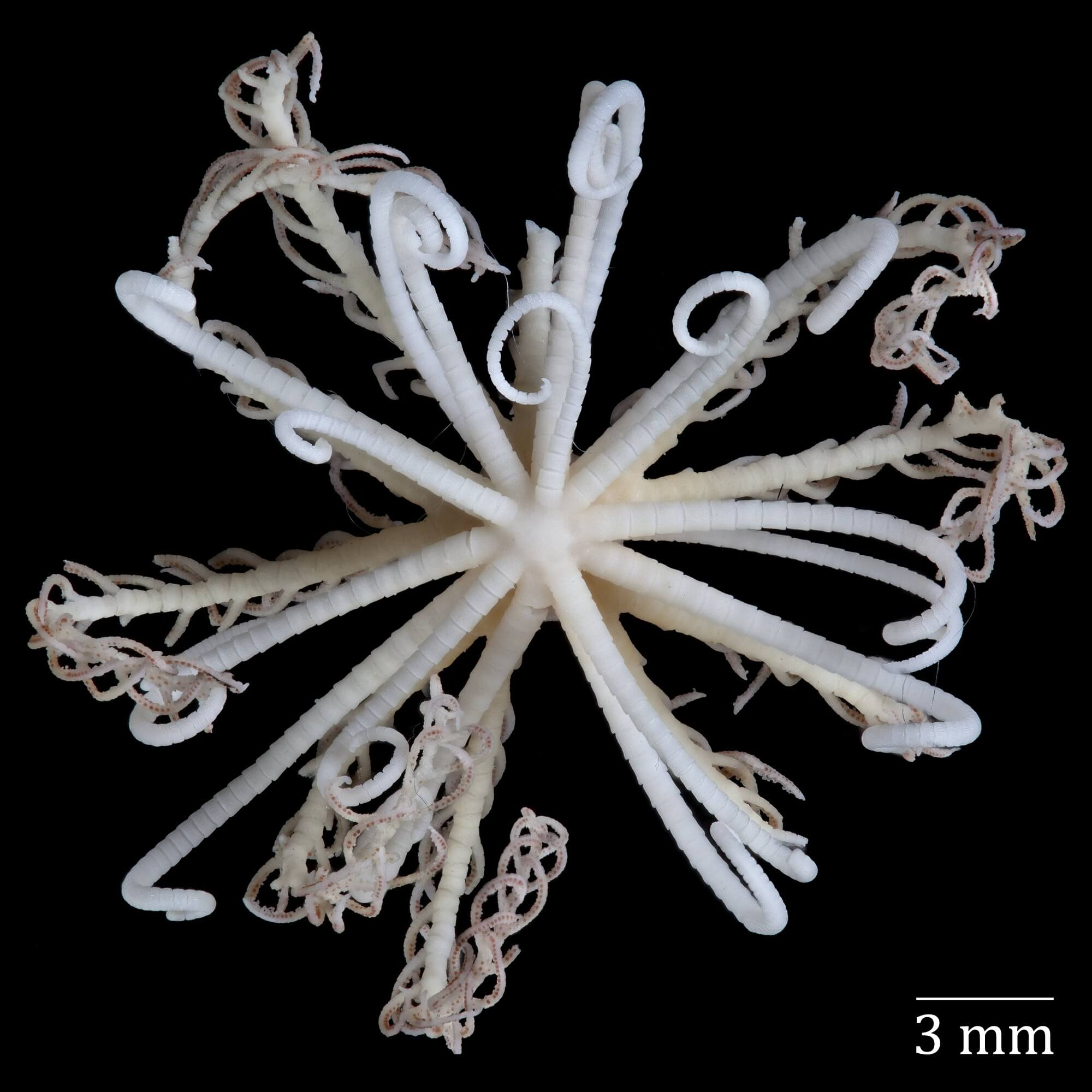
Aporometra wilsoni (pôle centrodorsal).